# Peter Haughton
Peter Delvin Haughton, född 22 september 1954 i Amityville i New York, USA, död 25 januari 1980 i East Rutherford i New Jersey, var en amerikansk travkusk. Han är mest känd för att ha tagit två segrar i International Trot (1978, 1979). Han var son till travtränaren och travkusken Billy Haughton. 

## Karriär
Peter Haughton körde sitt första lopp på Pennsylvania State Fair vid 16 års ålder, där han segrade med hästen Dr. Dewars. Han spåddes tidigt vara ett stort framtidsnamn inom sporten. Under Haughtons åtta år långa karriär tog han 571 segrar, och körde in mer än 6 miljoner dollar. Han segrade i storloppet International Trot två gånger, med Cold Comfort 1978, och med Doublemint 1979. Han segrade även i Dexter Cup och Dr. Harry M. Zweig Memorial med Cold Comfort och i Prix d'Été med Armbro Omaha.
I 1976 års upplaga av Kentucky Futurity, segrade Peter med Quick Pay, och förstörde hästen Steve Lobells chanser (tränad av hans far Billy) att vinna titeln Triple Crown of Harness Racing for Trotters. Peter Haughton segrade även i Kentucky Futurity 1978 tillsammans med  Doublemint.

### Sverigebesök
Haughton deltog som kusk i 1978 års upplaga av Elitloppet på Solvalla, då han körde hästen Cold Comfort, som tränades av hans far. Ekipaget diskvalificerades i sitt kvalheat och kvalificerade sig därmed inte till finalheatet samma dag. Sitt andra Elitlopp körde han året efter, då med Jurgy Hanover, som även den tränades av hans far. Ekipaget slutade på tredje plats i sitt kvalheat och kvalificerade sig därmed till finalheatet samma dag. I finalheatet slutade ekipaget på sista plats.

### Död
Den 25 januari 1980 omkom Haughton i en bilolycka i East Rutherford, New Jersey. Han valdes in i United States Harness Racing Hall of Fame 1981. Sedan 1981 körs även loppet Peter Haughton Memorial på Meadowlands Racetrack.

## Större segrar i urval
| År   | Lopp                        | Häst          | Tränare        |
| ---- | --------------------------- | ------------- | -------------- |
| 1974 | Prix d'Été                  | Armbro Omaha  | Billy Haughton |
| 1976 | Kentucky Futurity           | Quick Pay     | Billy Haughton |
| 1977 | Dexter Cup                  | Cold Comfort  | Billy Haughton |
| 1977 | Dr. Harry M. Zweig Memorial | Cold Comfort  | Billy Haughton |
| 1978 | Kentucky Futurity           | Doublemint    | Billy Haughton |
| 1978 | Maple Leaf Trot             | Cold Comfort  | Billy Haughton |
| 1978 | International Trot          | Cold Comfort  | Billy Haughton |
| 1979 | International Trot          | Doublemint    | Billy Haughton |
| 1979 | American Trotting Classic   | Jurgy Hanover | Billy Haughton |